# Kulířov
Kulířov (en allemand : Kulirschow, également Kulirzow) est une commune du district de Blansko, dans la région de Moravie-du-Sud, en République tchèque. Sa population s'élevait à 163 habitants en 2020.

## Géographie
Kulířov se trouve à 15 km à l'est de Blansko, à 27 km au nord-est de Brno et à 190 km à l'est-sud-est de Prague.
La commune est limitée par Lipovec au nord-ouest, par Rozstání au nord-est, par Krásensko à l'est, par la zone militaire de Březina au sud, et par Krásensko au sud-ouest.

## Histoire
La première mention écrite de la localité date de 1349.